# Liste voraussichtlicher Wahltermine in Deutschland
Die Liste voraussichtlicher Wahltermine in Deutschland enthält die voraussichtlichen Wahltermine für Europa-, Bundestags-, Landtags- und Kommunalwahlen sowie die Wahl des deutschen Bundespräsidenten. Nicht enthalten sind die Direktwahlen von Landräten, Oberbürgermeistern und Bürgermeistern, die außerhalb der regulären Kommunalwahlen stattfinden. Der häufigste Turnus für die Wahlperioden ist fünf Jahre.

## 2025
| Datum         | Gebiet              | Art der Wahl   | Turnus  |
| ------------- | ------------------- | -------------- | ------- |
| 14. September | Nordrhein-Westfalen | Kommunalwahlen | 5 Jahre |

## 2026
| Datum         | Gebiet                 | Art der Wahl                             | Turnus  |
| ------------- | ---------------------- | ---------------------------------------- | ------- |
| 8. März       | Bayern                 | Kommunalwahlen                           | 6 Jahre |
| 8. März       | Baden-Württemberg      | Landtagswahl                             | 5 Jahre |
| 15. März      | Hessen                 | Kommunalwahlen                           | 5 Jahre |
| 22. März      | Rheinland-Pfalz        | Landtagswahl                             | 5 Jahre |
| 6. September  | Sachsen-Anhalt         | Landtagswahl                             | 5 Jahre |
| 13. September | Niedersachsen          | Kommunalwahlen                           | 5 Jahre |
| 20. September | Berlin                 | Wahl zum Abgeordnetenhaus                | 5 Jahre |
| 20. September | Berlin                 | Wahl der Bezirksverordnetenversammlungen | 5 Jahre |
| 20. September | Mecklenburg-Vorpommern | Landtagswahl                             | 5 Jahre |

## 2027
| Datum         | Gebiet              | Art der Wahl          | Turnus  |
| ------------- | ------------------- | --------------------- | ------- |
| Winter        | Deutschland         | Bundespräsidentenwahl | 5 Jahre |
| Frühjahr      | Saarland            | Landtagswahl          | 5 Jahre |
| Frühjahr      | Schleswig-Holstein  | Landtagswahl          | 5 Jahre |
| Frühjahr      | Nordrhein-Westfalen | Landtagswahl          | 5 Jahre |
| Frühjahr      | Bremen              | Bürgerschaftswahl     | 4 Jahre |
| Sommer/Herbst | Niedersachsen       | Landtagswahl          | 5 Jahre |

## 2028
| Datum    | Gebiet             | Art der Wahl   | Turnus  |
| -------- | ------------------ | -------------- | ------- |
| Frühjahr | Schleswig-Holstein | Kommunalwahlen | 5 Jahre |
| Herbst   | Bayern             | Landtagswahl   | 5 Jahre |
| Herbst   | Hessen             | Landtagswahl   | 5 Jahre |

## 2029
| Datum           | Gebiet                 | Art der Wahl              | Turnus  |
| --------------- | ---------------------- | ------------------------- | ------- |
| Winter/Frühjahr | Deutschland            | Bundestagswahl            | 4 Jahre |
| Winter/Frühjahr | Thüringen              | Kommunalwahlen            | 5 Jahre |
| Sommer          | Baden-Württemberg      | Kommunalwahlen            | 5 Jahre |
| Sommer          | Brandenburg            | Kommunalwahlen            | 5 Jahre |
| Sommer          | Mecklenburg-Vorpommern | Kommunalwahlen            | 5 Jahre |
| Sommer          | Rheinland-Pfalz        | Kommunalwahlen            | 5 Jahre |
| Sommer          | Saarland               | Kommunalwahlen            | 5 Jahre |
| Sommer          | Sachsen                | Kommunalwahlen            | 5 Jahre |
| Sommer          | Sachsen-Anhalt         | Kommunalwahlen            | 5 Jahre |
| Sommer          | Europäische Union      | Europawahl                | 5 Jahre |
| Sommer          | Hamburg                | Bezirksversammlungswahlen | 5 Jahre |
| Sommer/Herbst   | Brandenburg            | Landtagswahl              | 5 Jahre |
| Sommer/Herbst   | Sachsen                | Landtagswahl              | 5 Jahre |
| Sommer/Herbst   | Thüringen              | Landtagswahl              | 5 Jahre |

## 2030
| Datum    | Gebiet  | Art der Wahl        | Turnus  |
| -------- | ------- | ------------------- | ------- |
| Frühjahr | Hamburg | Bürgerschaftswahlen | 5 Jahre |